# 楊崇山
楊崇山（1881年？—？）字簡齊，一字簡齋，黑龙江省龙江县人。中华民国政治人物。

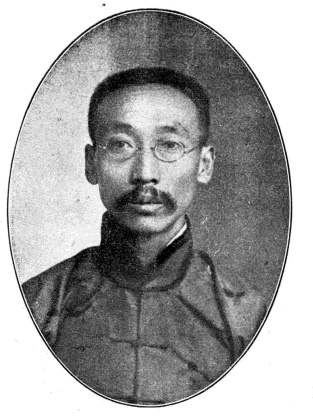
《民国之精华》中的楊崇山照片

## 生平
楊崇山自幼有志于学，及长，醉心西学。壮年，入山海关，自直隶法政学堂肄业。毕业后，回到黑龙江省，曾任黑龙江省高等检察厅检察官。任内“该省刑无滥用，狱无怨声”。民国元年（1912年），被举为第一次司法会议会员。民国二年（1913年），龙江县的叶成玉当选黑龙江省的国会众议院议员，杨崇山当选黑龙江省的国会参议院议员。国会解散后，楊崇山回到家乡闭居，不问政事。1916年国会重开，仍到北京继续任国会参议员。
1918年，杨崇山当选中华民国第二届国会参议员，任至1920年第二届国会解散。